# Barrage de Kızıldamlar
Le barrage de Kızıldamlar est un barrage en Turquie. La ville de Sögüt est en amont du barrage et le village de Kızıldamlar en aval du barrage.

## Sources
- (en) www.dsi.gov.tr/tricold/kizildam.htm Site de l'agence gouvernementale turque des travaux hydrauliques